# Mark VII
Mark Knothe, il Technical Liaison Officer tra Stern, Elles e Anley, ha contribuito allo sviluppo del carro, progettando un Mark I più lungo con trasmissione idraulica Williams-Janney; uno dei Mark II usati come veicoli di prova aveva usato una trasmissione idraulica (trasmissione Williams-Janney). Nell'ottobre 1917 Brown Brothers, a Edimburgo, ha firmato un contratto per sviluppare ulteriormente questa linea di ricerca. Nel luglio 1918 il prototipo era pronto. Il suo sistema di azionamento era molto complesso. Il motore Ricardo da 150 CV (112 kW) metteva in moto le pompe Variable Speed Gear Ltd, che a loro volta azionavano due motori idraulici Williams-Janney, muovendo un cingolo ciascuno per mezzo di diverse catene corazzate. Per scongiurare l'evidente pericolo di surriscaldamento, c'erano molti ventilatori, lamelle, radiatori e altri dispositivi di raffreddamento. Tuttavia il carro, soprattutto nelle manovre di sterzatura, era facile da guidare e si muoveva in modo fluido e la versione è stata prodotta per equipaggiare un battaglione di carri armati. Tre erano stati costruiti, e solo uno consegnato. Lo scafo è stato leggermente allungato rispetto al Mark V, infatti il carro è arrivato a pesare 37 tonnellate, anche perché la corazzatura era più spessa e variava dai 6 ai 14 mm. Un'altra modifica era l'armamento: c'erano 5 mitragliatrici pesanti e 2 cannoni sia sui male che sui female, per precisione i cannoni erano dei QF 6 lb da 57mm, mentre i mitra erano gli Hotchkiss da 8mm, ossia le Hotchkiss M1909.

## Nella cultura di massa
Un modello di Mark VII venne impiegato nel 1989 per il film Indiana Jones e l'ultima crociata.